# Бауэр, Крис
Марк Кристофер «Крис» Бауэр (англ. Mark Christopher «Chris» Bauer) — американский актёр кино и телевидения, хорошо известный по роли Энди Бельфлёра в драматическом телесериале «Настоящая кровь», так же принимал участия в сериале «Третья смена» (англ. Third Watch)»  под именем Fred Yokas в качестве мужа одной из ключевой героинь сериала  Faith Yokas

## Биография
Кристофер Бауэр родился в Лос-Анджелесе, Калифорния. Учился в школе Miramonte High School в Ориндо, Калифорния. Принимал участие в футбольном чемпионате Miramonte. В 1984 году окончил школу. Затем посещал университет в Сан-Диего (University of San Diego), Американскую Академию Драматического Искусства (American Academy of Dramatic Arts) в Нью-Йорке, а затем окончил Йельскую драматическую школу (Yale School of Drama).

## Награды и номинации
| Год  | Награда          | Категория                                      | Работа          | Результат |
| ---- | ---------------- | ---------------------------------------------- | --------------- | --------- |
| 2009 | Satellite Awards | «Лучший ансамбль в телесериале»                | Настоящая кровь | Победа    |
| 2010 | SAG Awards       | «Лучшая игра ансамбля в драматическом сериале» | Настоящая кровь | Номинация |